# Cristina Dorcioman
Cristina Dorcioman (Câmpulung, 1974. augusztus 7. –) román nemzetközi női labdarúgó-játékvezető. Polgári foglalkozása testnevelő tanár.

## Pályafutása
Játékvezetésből 1994-ben vizsgázott. A FRF Játékvezető Bizottságának (JB) minősítésével a Liga II, majd 2007-től a Liga I játékvezetője. A nemzeti női labdarúgó bajnokságban kiemelkedően foglalkoztatott bíró. Küldési gyakorlat szerint rendszeres 4. bírói szolgálatot is végzett. Liga I-es mérkőzéseinek száma: 1.
| Időpont             | Helyszín                  | Mérkőzés típusa              | Mérkőzés                    | Asszisztensek            | Eredmény | Nézők száma |
| ------------------- | ------------------------- | ---------------------------- | --------------------------- | ------------------------ | -------- | ----------- |
| 2007. augusztus 11. | Gloria Stadion, Beszterce | első/utolsó Liga I mérkőzése | Gloria Bistrita–FC UTA Arad | Ionel Popa/Bogdan Hârlab | 2 – 1    | 1500        |

A Román labdarúgó-szövetség JB  terjesztette fel nemzetközi játékvezetőnek, a Nemzetközi Labdarúgó-szövetség (FIFA) 2002-től tartotta nyilván bírói keretében. A FIFA JB központi nyelvei közül az angolt beszéli. Az UEFA JB besorolás szerint elit kategóriás bíró. Több nemzetek közötti válogatott (Női labdarúgó-világbajnokság, Női labdarúgó-Európa-bajnokság), valamint klubmérkőzést vezetett, vagy működő társának 4. bíróként segített. Világbajnokságon vezetett mérkőzéseinek száma:
A 2010-es U20-as női labdarúgó-világbajnokságon a FIFA JB hivatalnokként foglalkoztatta.
| Időpont          | Helyszín                      | Mérkőzés típusa              | Mérkőzés            | Eredmény | Nézők száma |
| ---------------- | ----------------------------- | ---------------------------- | ------------------- | -------- | ----------- |
| 2010. július 17. | Impuls Stadion, Augsburg      | csoportmérkőzés (C. csoport) | Nigéria–Japán       | 2 – 1    | 3 100       |
| 2010. július 20. | Rudolf Harbig Stadion, Drezda | csoportmérkőzés (A. csoport) | Costa Rica–Kolumbia | 0 – 3    | 12 863      |

A 2011-es női labdarúgó-világbajnokságon, valamint a 2015-ös női labdarúgó-világbajnokságon a FIFA JB játékvezetőként alkalmazta. Selejtező mérkőzéseket az UEFA zónában irányított. 
| Időpont              | Helyszín                          | Mérkőzés típusa                     | Mérkőzés                                                         | Eredmény | Nézők száma |
| -------------------- | --------------------------------- | ----------------------------------- | ---------------------------------------------------------------- | -------- | ----------- |
| 2009. október 24.    | Nadderud Stadion, Bærum           | (2011 vb) előselejtező (2. csoport) | Norvégia–Hollandia                                               | 3 – 0    |             |
| 2010. június 20.     | Léo Lagrange Stadion, Besançon    | (2011 vb) előselejtező (1. csoport) | Franciaország–Horvátország                                       | 3 – 0    |             |
| 2010. augusztus 21.  | Ferrycarrig Park Stadion, Wexford | (2011 vb) előselejtező (6. csoport) | Észak-Írország–Oroszország                                       | 1 – 1    |             |
| 2010. szeptember 16. | Stadion Niedermatten, Wohlen      | (2011 vb) rájátszás                 | Svájc–Anglia                                                     | 2 – 3    | 1 800       |
| 2013. október 26.    | Fir Park, Motherwell              | (2015 vb) előselejtező (4. csoport) | Skócia–Északír női labdarúgó-válogatott                          | 2 – 0    | 1580        |
| 2014. április 10.    | Stadion Brügglifeld, Aarau        | (2015 vb) előselejtező (3. csoport) | Svájci női labdarúgó-válogatott–Dánia                            | 1 – 1    | 1902        |
| 2014. június 19.     | Arena Lviv, Lviv                  | (2015 vb) előselejtező (6. csoport) | Ukrajna–Angol női labdarúgó-válogatott                           | 1 – 2    | 3757        |
| 2014. szeptember 17. | Nadderud Stadion, Bekkestua       | (2015 vb) előselejtező (5. csoport) | Norvég női labdarúgó-válogatott–Holland női labdarúgó-válogatott | 0 – 2    | 1512        |

A 2004-es U19-es női labdarúgó-Európa-bajnokságon, valamint 2008-as U19-es női labdarúgó-Európa-bajnokságon az UEFA JB bírói szolgálattal bízta meg.
| Időpont            | Helyszín                              | Mérkőzés típusa              | Mérkőzés                                            | Eredmény | Nézők száma |
| ------------------ | ------------------------------------- | ---------------------------- | --------------------------------------------------- | -------- | ----------- |
| 2004. július 30.   | Kauniainen Sport Park, Kauniainen     | csoportmérkőzés (A. csoport) | Németország–Svájc                                   | 4 – 0    | 440         |
| 2004. augusztus 2. | Városi Stadion, Loviisa               | csoportmérkőzés (B. csoport) | Oroszország–Norvégia                                | 3 – 0    | 390         |
| 2007. október 8.   | KijelöltStadion, Budapest             | (2008 vb) előselejtező       | Magyarország–Kazahsztán                             | 6 – 0    |             |
| 2007. október 13.  | Kijelölt Stadion, Asztana             | (2008 vb) előselejtező       | Kazah U19-es női labdarúgó-válogatott–Wales         | 2 – 1    |             |
| 2008. július 7.    | Les Allées Saupin Stadion, Blois      | csoportmérkőzés (A. csoport) | Franciaország–Spanyolország                         | 1 – 0    |             |
| 2008. július 13.   | Guy Drut Stadion, Saint-Cyr-sur-Loire | csoportmérkőzés (B. csoport) | Anglia–Svédország                                   | 1 – 1    |             |
| 2008. július 19.   | Vallée du Cher Stadion, Tours         | döntő                        | Olaszország– Norvég U19-es női labdarúgó-válogatott | 1 – 0    |             |

A 2009-es női labdarúgó-Európa-bajnokságon és a 2013-as női labdarúgó-Európa-bajnokságon az UEFA JB játékvezetőként foglalkoztatta.
| Időpont              | Helyszín                       | Mérkőzés típusa                     | Mérkőzés                                                        | Eredmény | Nézők száma |
| -------------------- | ------------------------------ | ----------------------------------- | --------------------------------------------------------------- | -------- | ----------- |
| 2009. augusztus 23.  | Veritas Stadion, Turku         | csoportmérkőzés (A. csoport)        | Ukrán női labdarúgó-válogatott–Holland női labdarúgó-válogatott | 0 – 2    | 2 571       |
| 2009. augusztus 27.  | Lahden Stadion, Lahti          | csoportmérkőzés (B. csoport)        | Izland–Norvég női labdarúgó-válogatott                          | 0 – 1    | 1 399       |
| 2011. szeptember 17. | Voralpenstadion, Vöcklabruck   | (2013 Eb) előselejtező (7. csoport) | Ausztria–Csehország                                             | 1 – 1    | 700         |
| 2013. július 13.     | Gamla Ullevi Stadion, Göteborg | csoportmérkőzés (A. csoport)        | Finnország–Svédország                                           | 0 – 5    | 16 414      |
| 2013. július 17.     | Myresjöhus Stadion, Växjö      | csoportmérkőzés (B. csoport)        | Holland női labdarúgó-válogatott–Izland                         | 0 – 1    | 3406        |
| 2013. július 28.     | Friends Stadion, Solna község  | döntő                               | Németország–Norvég női labdarúgó-válogatott                     | 1 – 0    | 41 301      |

2013-ban a Nemzetközi Labdarúgás-történeti és -statisztikai Szövetség (IFFHS) az év tíz legjobb női labdarúgó-játékvezetője közé rangsorolta. Kirsi Heikkinen mögött a 7. helyen végzett.